# Blisadona
Blisadona är en bergstopp i Österrike.   Den ligger i distriktet Bludenz och förbundslandet Vorarlberg, i den västra delen av landet, 500 kilometer väster om huvudstaden Wien. Toppen på Blisadona är 2 130 meter över havet.
Terrängen runt Blisadona är bergig söderut, men norrut är den kuperad. Närmaste större samhälle är Schruns, 16,5 kilometer sydväst om Blisadona. 
Trakten runt Blisadona består i huvudsak av gräsmarker. Runt Blisadona är det ganska glesbefolkat, med 38 invånare per kvadratkilometer.